# Nocticanace australina
Nocticanace australina är en tvåvingeart som beskrevs av Wayne N. Mathis 1996. Nocticanace australina ingår i släktet Nocticanace och familjen Canacidae. Inga underarter finns listade i Catalogue of Life.